# Цървул
Цървулите, наричани още опинци, опънци, опинки, връвчанки или калеври (на хърватски: opanci; на македонска литературна норма: опинци; на румънски: opinci опинчи, на сръбски: опанци), на гръцки „τσαρουχια“ (tsaruhja), също така "γουρουνοτσαρουχα", които са почти идентични с българските, а в някои гръцки говори се среща и диалектната дума τσερβουλια - напр. на островите Лимнос и Самотраки), са вид традиционни обувки, характерни за Балканския полуостров. Особено са разпространени преди индустриализирането на балканските общества. Представляват обувки без подметка, ушити от свинска или телешка кожа, с дълги кожени връзки, които се навиват около подбедрицата. Имат характерна рогообразна форма. Цървулите са част от народната носия на почти всички балкански народи.
В наше време много рядко могат да се срещнат в употреба. Вместо тях се използват подобни на цървулите прости обувки, излети от гума и наричани "гумени цървули". Носят се предимно в селските райони заради своята практичност.
В днешно време, думата „цървул“  се е превърнала в евфемизъм /по-скоро в обидна дума/ за „селянин“ или най-общо човек, който произхожда от село, а не от град, и няма градска култура и изискани обноски. Употребява се единствено като обида.